# Toleman TG183
La Toleman TG183 è una monoposto di Formula 1, costruita dalla scuderia inglese Toleman per partecipare al Campionato mondiale di Formula 1 1982 e Campionato mondiale di Formula 1 1983. 
Progettata da Rory Byrne, la vettura ha esordito in Formula 1 nel 1982 con alla guida Derek Warwick. Nella stagione 1983 fu introdotta una versione aggiornata della vettura, denominata TG183B, e Warwick fu affiancato alla guida da Bruno Giacomelli. La vettura ha anche corso nelle prime quattro gare della stagione 1984 di Formula Uno, quando Ayrton Senna fece il suo debutto nel campionato di Formula 1 al fianco di Johnny Cecotto.
La TG183B fu sostituito dopo quattro gare del 1984 dal Toleman TG184.